# Filip z Jerozolimy
Filip z Jerozolimy – dziewiąty biskup Jerozolimy. Data początku jego urzędowania nie jest znana; sprawował urząd do 124 r.